# Маркранштедт
Маркранштедт (нім. Markranstädt) — місто в Німеччині, розташоване в землі Саксонія. Входить до складу району Лейпциг.
Площа — 58,27 км2. Населення становить 15 824 ос. (станом на 31 грудня 2020).